# Takeshi Nakashima
Takeshi Nakashima (Nagasaki, 15 januari 1976) is een voormalig Japans voetballer.

## Carrière
Takeshi Nakashima speelde tussen 1994 en 1997 voor Urawa Reds en Avispa Fukuoka.

## Statistieken
| Japan   | Japan          | Japan       | League | League | Emperor's Cup | Emperor's Cup | J-League Cup | J-League Cup | Totaal | Totaal |
| Seizoen | Club           | League      | Wed.   | Goals  | Wed.          | Goals         | Wed.         | Goals        | Wed.   | Goals  |
| ------- | -------------- | ----------- | ------ | ------ | ------------- | ------------- | ------------ | ------------ | ------ | ------ |
| 1994    | Urawa Reds     | J. League 1 | 8      | 1      | 0             | 0             | 0            | 0            | 8      | 1      |
| 1995    | Urawa Reds     | J. League 1 | 8      | 1      | 3             | 0             | -            | -            | 11     | 1      |
| 1996    | Urawa Reds     | J. League 1 | 3      | 0      | 0             | 0             | 4            | 0            | 7      | 0      |
| 1997    | Avispa Fukuoka | J. League 1 | 0      | 0      |               |               | 0            | 0            | 0      | 0      |
| Totaal  | Totaal         | Totaal      | 19     | 2      | 3             | 0             | 4            | 0            | 26     | 2      |